# Amazon Labor Union
Amazon Labor Union (ALU) és un moviment de base i el primer sindicat independent específicament per als treballadors d'⁣Amazon, creat l'1 d'abril de 2022.

## Història

### Fuga de JFK8
Quan va començar la pandèmia de COVID-19 als Estats Units, diversos informes de treballadors d'Amazon que s'havien infectat amb COVID-19 al magatzem JFK8 a Staten Island van provocar que els treballadors demanessin que es tanqués temporalment la instal·lació per desinfectar el seu espai de treball. El subgerent d'Amazon Christian Smalls va liderar una marxa el 30 de març de 2020 amb desenes de companys de treball d'Amazon protestant per la resposta d'Amazon al brot de COVID-19. Smalls va ser acomiadat el mateix dia; Amazon va dir que va acomiadar Smalls per violar una ordre de quedar-se a casa durant dues setmanes després d'una possible exposició a un empleat infectat, tot i que Smalls va dir que no se li va dir que es quedés a casa fins tres setmanes després de la possible exposició.

#### Reacció
El senador dels Estats Units Bernie Sanders va qualificar l'acomiadament de Smalls per part d'Amazon de "vergonyós" i va dir: "Estic amb Chris i tots els treballadors d'Amazon que lluiten per la seva seguretat". L'⁣alcalde de la ciutat de Nova York, Bill de Blasio, va respondre a l'acomiadament de Smalls ordenant al seu comissari de drets humans que investigués l'incident, mentre que la fiscal general de Nova York, Letitia James, també va descriure les accions d'Amazon com a "vergonyoses" i que estava "considerant totes les opcions legals". El febrer de 2021, Vox va informar que James va presentar una demanda contra Amazon per no oferir les garanties adequades als treballadors durant la pandèmia i per acomiadar Smalls il·legalment, amb la seva demanda citant dos empleats de recursos humans d'Amazon afirmant que l'acomiadament de Smalls "no semblava justificat" i exigint que Smalls tingui l'oportunitat de tornar a la seva posició, que se'ls retorni el sou i una indemnització per "danys per estrès emocional". Kelly Nantel, portaveu d'Amazon, va respondre a la demanda afirmant que "no creiem que la presentació del fiscal general presenti una imatge precisa de la resposta líder del sector d'Amazon a la pandèmia".
En una filtració de notícies d'una nota interna d'Amazon a Vice News, l'advocat general d'Amazon, David Zapolsky, va parlar en una reunió executiva a la qual va assistir el fundador d'Amazon, Jeff Bezos, i suposadament va dir sobre Smalls:
| «                | (anglès) He’s not smart, or articulate, and to the extent the press wants to focus on us versus him, we will be in a much stronger public relations position than simply explaining for the umpteenth time how we’re trying to protect workers ... We should spend the first part of our response strongly laying out the case for why the organizer’s conduct was immoral, unacceptable, and arguably illegal, in detail, and only then follow with our usual talking points about worker safety. Make him the most interesting part of the story, and if possible make him the face of the entire union/organizing movement. | (català) No és intel·ligent, ni articulat, i en la mesura que la premsa vulgui centrar-se en nosaltres enfront d'ell, estarem en una posició de relacions públiques molt més forta que simplement explicar per enèsima vegada com estem intentant protegir els treballadors... Hauríem de dedicar la primera part de la nostra resposta a exposar amb fermesa el cas de per què la conducta de l'organitzador va ser immoral, inacceptable i possiblement il·legal, amb detall, i només després seguir amb els nostres punts de conversa habituals sobre la seguretat dels treballadors. Fes-lo la part més interessant de la història i, si és possible, fes-lo la cara de tot el moviment sindical/organitzador. | » |
| — David Zapolsky | | |   |

Zapolsky va respondre a la filtració dient: "Els meus comentaris van ser personals i emocionals... Vaig deixar que les meves emocions redactessin les meves paraules i hauria sigut millor no fer-ho", mentre Smalls va dir: "Amazon vol fer-ho sobre mi, però tant si a Jeff Bezos li agradi o no, es tracta dels treballadors d'Amazon, i de les seves famílies, a tot arreu".

### Organització sindical
| «                  | (anglès) They said they’d make me the whole face of the union effort against Amazon ... I’m trying to make them eat their words | (català) Van dir que mostrarien la seva veritable cara envers l'esforç sindical contra Amazon... Estic intentant que se'ls mengin les paraules | » |
| — Christian Smalls | | |   |

Després de la fallida campanya sindical de Bessemer en una instal·lació d'Amazon a Alabama, Smalls va concloure que hauria de liderar un moviment de base per organitzar l'Amazon Labor Union (ALU), un sindicat totalment independent, després d'avaluar els atacs que Amazon va fer contra el Retail, Wholesale and Department Store Union durant la direcció de Bessemer. Smalls va explicar la seva decisió i va dir a The Guardian⁣: "Si els sindicats establerts haguessin estat efectius, ja haurien sindicalitzat a Amazon. Hem de pensar en la sindicalització a l'estil del segle xxi. Així és com construïm la solidaritat dels treballadors." A Smalls s'hi van unir dues persones més empleades i disciplinades per Amazon, Derrick Palmer i Gerald Bryson, que van començar un esforç per organitzar un sindicat el 20 d'abril de 2021 fent que els treballadors signessin les targetes d'autorització requerides per la Junta Nacional de Relacions Laborals (NLRB) per establir oficialment un sindicat. Amazon va respondre als esforços de l'ALU "enviant textos antisindicals als treballadors, penjant cartells antisindicals als banys i supervisant els esforços de sindicalització", segons The Guardian.
Durant més de sis mesos, Smalls i l'ALU es van ubicar fora del magatzem JFK8 per animar els companys de treball a signar les targetes d'autorització NLRB; la NLRB requereix que almenys el 30 % de la plantilla signi targetes per autoritzar una elecció per reconèixer oficialment un sindicat. El 25 d'octubre de 2021, la secretària de premsa de la Junta Nacional de Relacions Laborals, Kayla Blado, va anunciar que l'ALU va presentar suficients targetes d'autorització, que requerien la creació d'una elecció d'autorització sindical. Segons el New York Times, Amazon estava obligat a "avisar els treballadors de les instal·lacions mitjançant notificacions de text i senyalització de la petició sindical". El portaveu d'Amazon, Nantel, va respondre a l'anunci de la NLRB dient que la companyia era "escèptica que s'hagués aconseguit un nombre suficient de signatures legítimes dels empleats per garantir una elecció... Si hi ha eleccions, volem que s'escolti la veu dels nostres empleats i esperem-ho. El nostre objectiu continua sent escoltar directament els nostres empleats i millorar contínuament en nom d'ells".

### Fundació

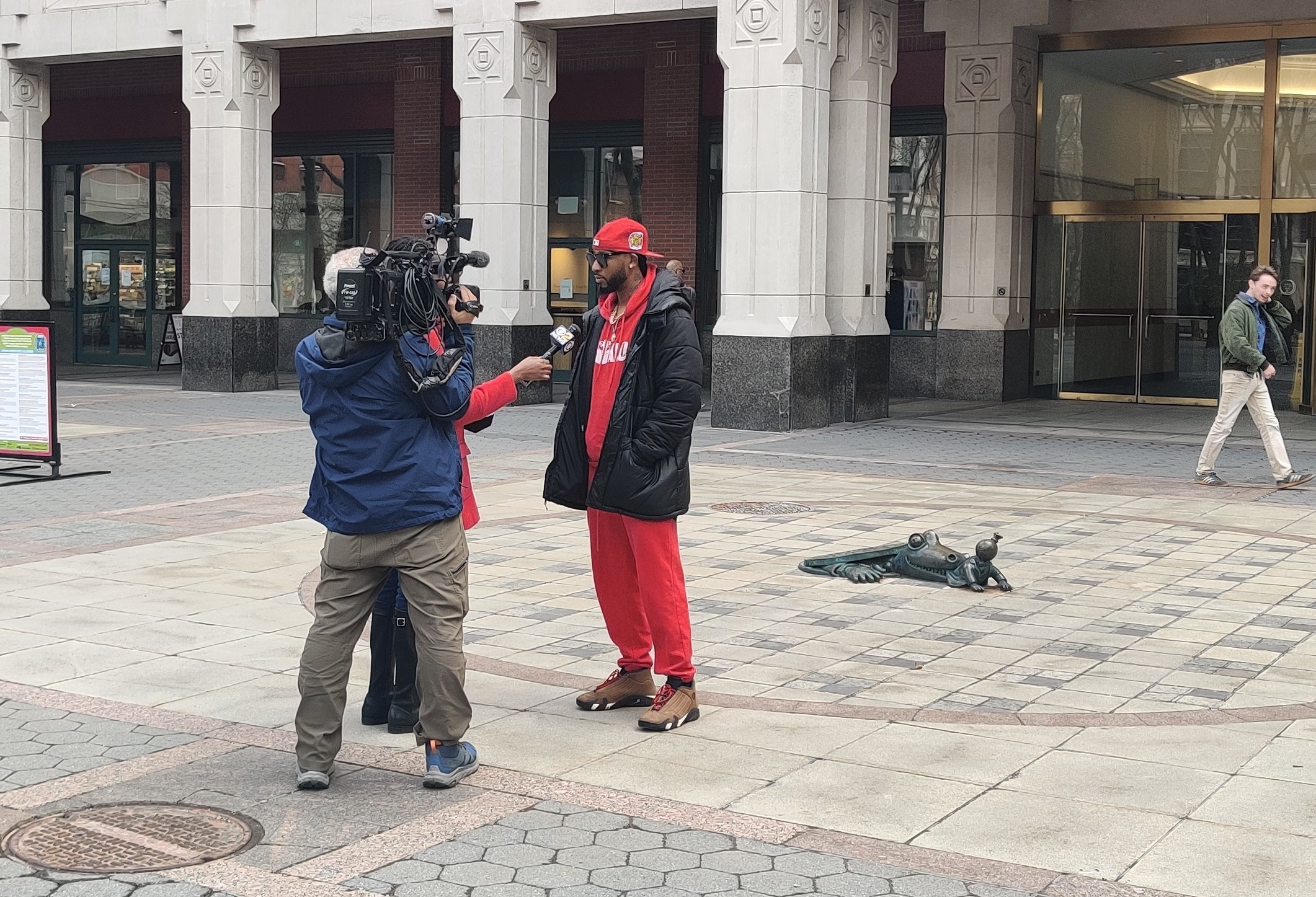
El president d'Amazon Labor Union, Chris Smalls, parla amb periodistes fora de l'oficina de l'NLRB després de l'anunci del resultat de la votació.

Durant un període de dos dies entre el 31 de març i l'1 d'abril de 2022, els treballadors van votar a favor de la sindicalització de les instal·lacions de Staten Island. L'1 d'abril de 2022, el recompte final de vots va resultar amb 2.654 a favor de la sindicalització i 2.131 vots en contra, resultant oficialment amb la creació de l'Amazon Labor Union com el primer sindicat independent d'Amazon als Estats Units.
| «              | (anglès) We want to thank Jeff Bezos for going to space, because when he was up there, we were signing people up. | (català) Volem agrair a Jeff Bezos que se n'anés a l'espai exterior, perquè mentre ell era allà dalt, nosaltres estàvem inscrivint membres. | » |
| — Chris Smalls | | |   |